# 王寺バイパス
王寺バイパス（おうじバイパス）は奈良県北葛城郡王寺町本町から同町元町に至る延長1.0 kmの国道25号のバイパスである。
現在は旧道が王寺町道へ格下げされたため、王寺バイパスという名称は殆ど使用されていない。

## 概要
- 起点 - 奈良県北葛城郡王寺町本町（国道168号・奈良県道36号天理王寺線交点 = 本町1丁目交差点）
- 終点 - 奈良県北葛城郡王寺町元町（奈良県道194号椿井王寺線交点 = 新出合橋南詰交差点）
- 延長 - 1.0 km
- 設計速度 - 60 km/h
- 車線数 - 全線2車線
- 車線幅員 - 3.25 m
- 道路規格 - 第3種2級

## 沿革
- 1977年（昭和52年）度 - 事業化。
- 1981年（昭和56年）度 - 都市計画決定の告示。
- 1983年（昭和58年）度 - 用地買収に着手。
- 1985年（昭和60年）度 - 工事着手
- 1987年（昭和62年）3月31日 - 全長1.0 kmが完成。
- 1987年（昭和62年）4月8日 - 供用開始。

## 接続道路
- 国道168号
- 奈良県道36号天理王寺線
- 奈良県道194号椿井王寺線